# Palais du Primat (Budapest)
 (mai 2023).
Le Palais du Primat (en hongrois : Prímási palota) à Budapest, dans le quartier du château de Buda, est la résidence de l'archevêque d'Esztergom-Budapest et le siège de l'archidiocèse d'Esztergom-Budapest.

## Histoire et description
Le bâtiment a été construit à la fin du XVIIIe siècle. Il possède une cour intérieure fermée, de plain-pied ; au-dessus du portail s'ouvrant dans l'axe central, on peut voir un balcon avec une grille en fer ornée soutenue par des consoles en pierre.
En 1874, le primat János Scitovszky, archevêque d'Esztergom, achète le bâtiment. L'aile faisant face à la promenade Árpád Tóth a été détruite lors du siège de Budapest pendant la Seconde Guerre mondiale et un bâtiment moderne aux parois de verre a été construit à sa place.

## Source de traduction
- (hu) Cet article est partiellement ou en totalité issu de l’article de Wikipédia en hongrois intitulé « Prímási palota (Budapest) » (voir la liste des auteurs).